# Parorgerioides albocinctus
Parorgerioides albocinctus är en insektsart som först beskrevs av Melichar 1912.  Parorgerioides albocinctus ingår i släktet Parorgerioides och familjen Dictyopharidae. Inga underarter finns listade i Catalogue of Life.